# Can Sibata
Can Sibata o Can Sivatte és una casa de Seva (Osona) inclosa a l'Inventari del Patrimoni Arquitectònic de Catalunya.

## Descripció
Edifici de grans proporcions. La porta és rodona de pedra treballada adovellada. La teulada és a dues vessants. El material de construcció utilitzat és la pedra, la calça i la sorra. La construcció consta de planta baixa, dos pisos, i unes golfes. A cantó i cantó de la porta hi ha dues finestres d'imitació gòtica, així com totes les de la façana principal. Les obertures restants de la casa tenen les cantoneres de totxana vista.

## Història
La casa porta el nom d'un antic diputat, el senyor Sibata. Actualment, la casa es lloga per estiueig.